# شهرستان انگور
ناحیهٔ اَنگور یا ناحیهٔ اَنگار (Angor District) یکی از ناحیه‌های ولایت سرخان‌دریا در کشور ازبکستان است.
مرکز این ناحیه شهر انگور می‌باشد.